# Pírries
Pírries (grec antic: Πυρρίας, llatí: Pyrrhyas) fou un militar etoli.
Durant la guerra social (218 aC) la Lliga Etòlia el va enviar a agafar el comandament a Elis on, aprofitant l'absència de Filip V de Macedònia i la incapacitat d'Eperat, estrateg de la Lliga Aquea, va fer incursions als antics territoris aqueus i va saquejar el país fins a Ríon i Ègion. El 217 aC, d'acord amb Licurg d'Esparta, va envair Messènia, però a Ciparíssia el van rebutjar abans de poder-se reunir amb les forces espartanes i va haver de tornar a Elis on el poble, descontent, es va queixar i els caps de la Lliga el van cridar a Etòlia i va ser substituït per Eurípides, segons diu Polibi.
Més tard va obtenir el càrrec d'estrateg de la Lliga, el mateix any que el títol de cap de la lliga es va concedir de manera honorària a Àtal I de Pèrgam (208 aC). A la primavera va avançar amb un exèrcit cap a Làmia per oposar-se al pas dels macedonis cap al Peloponès i encara que va tenir l'ajut del pretor romà Publi Sulpici Galba Màxim i d'Àtal, va ser derrotat per Filip V en dues batalles successives i es va haver de retirar darrere les muralles de Làmia, segons Titus Livi.